# Diecezja Wichita
Diecezja Wichita (łac. Dioecesis Wichitensis, ang. Diocese of Wichita) jest diecezją Kościoła rzymskokatolickiego w południowo-wschodniej części stanu Kansas.

## Historia
Diecezja została kanonicznie erygowana 2 sierpnia 1887 roku przez papieża Leona XIII. Wyodrębniono ją z ówczesnej diecezji Leavenworth. 19 maja 1951 z jej terytoriów wyodrębniono diecezję Dodge City. Pierwszym ordynariuszem został kapłan irlandzkiego pochodzenia John Joseph Hennessy (1847-1920).

## Ordynariusze
- John Joseph Hennessy (1888–1920)
- Augustus John Schwertner (1921–1939)
- Christian Herman Winkelmann (1939–1946)
- Mark Kenny Carroll (1947–1967)
- David Monas Maloney (1967–1982)
- Eugene Gerber (1982–2001)
- Thomas Olmsted (2001–2003)
- Michael Jackels (2005–2013)
- Carl Kemme (od 2014)